# Asplenium petrarchae
Asplenium petrarchae es una especie de helecho perteneciente a la familia de las aspleniáceas que es originaria de la Cuenca del Mediterráneo.

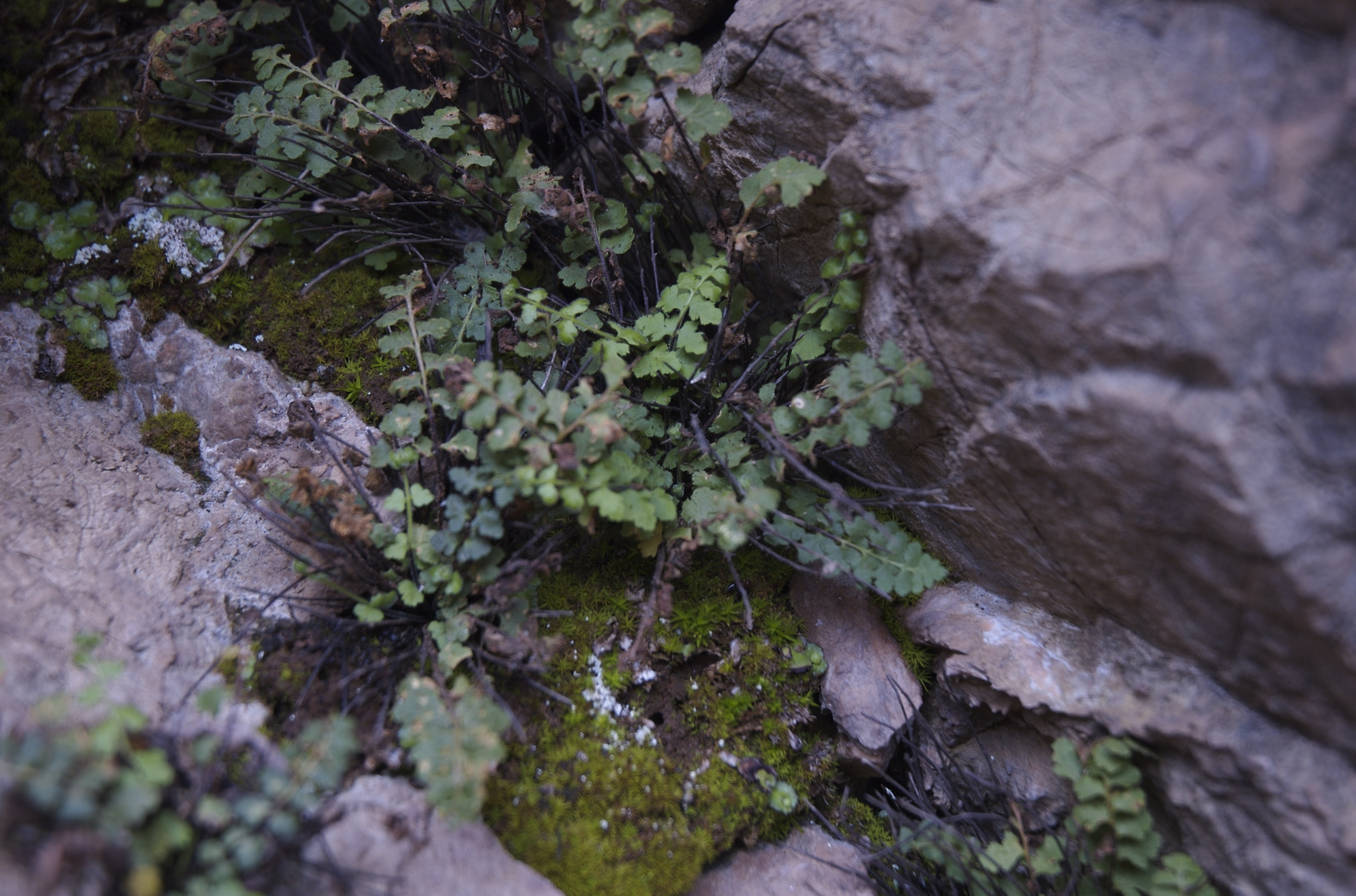
Vista de la planta

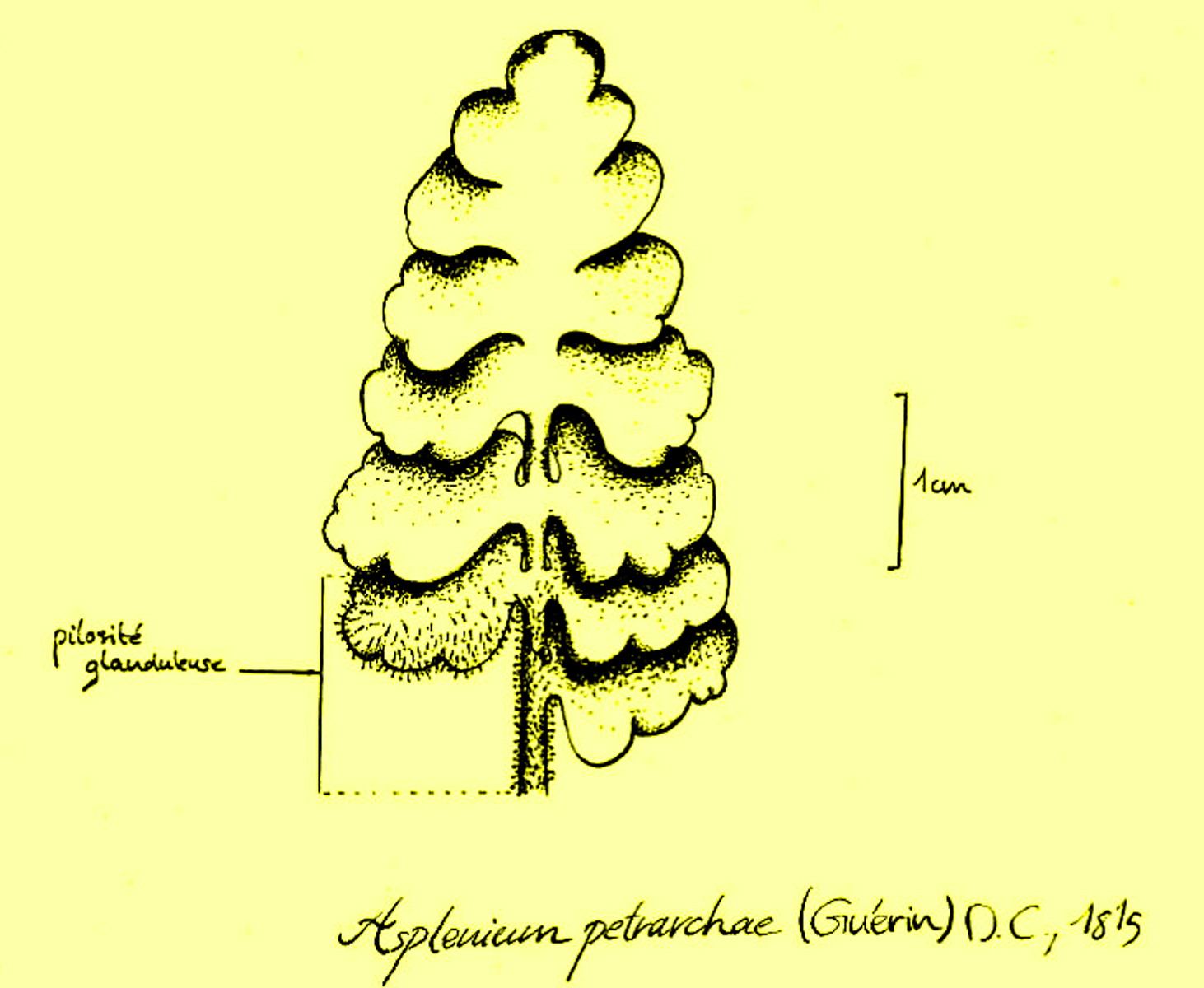
Ilustración de Guerin

## Descripción
Es un helecho diminuto . Sus frondes son densamente pubescente-glandulosas de una longitud entre 5 y 14 cm. Pecíolo menor que la lámina de color castaño oscuro y brillante. Soros junto a la costa de las pinnas, subelípticos y confluentes al madurar. Esporulación prácticamente durante todo el año.

## Hábitat
Vive entre las piedras de las paredes de los bancales y en grietas de rocas calcáreas. Ama la luz y soporta unas horas de sol tangencial a primeras horas y a últimas horas del día. Aborrece la lluvia directa sobre sus frondes, prefiriendo que la humedad llegue a sus raíces a través de la tierra empapada por la filtración del agua de lluvia. Por esto suele crecer bien resguardado entre las piedras y las grietas de las rocas, donde no le cae encima la lluvia. Aunque soporta bien largos períodos de sequía, en los meses más secos y calurosos del verano entra en estivación, deshidratándose sus frondes, llegando a parecer muertos. Con las primeras lluvias del otoño los frondes secos se rehidratan y reverdecen rápidamente.

## Taxonomía
Asplenium petrarchae fue descrita por (Guérin) DC. in Lam. & DC.  y publicado en Flore Française. Troisième Édition 5: 238. 1815.
Citología
Número de cromosomas de Asplenium petrarchae (Fam. Aspleniaceae) y táxones infraespecíficos = 
Asplenium petrarchae subsp. bivalens (D.E. Meyer) Lovis & Reichst.: 2n=72
Etimología
Ver: Asplenium
petrarchae: epíteto
Subespecies
Tiene dos subespecies: una diploide, que es en realidad el helecho original, Asplenium petrarchae ssp. bivalens con una dotación cromosómica 2n=72 y otra autotetraploide por duplicación espontánea de su genoma, Asplenium petrarchae ssp. petrarchae, mucho más numeroso que la subespecie bivalens. Su dotación cromosómica es 2n=144.
Sinonimia
- Asplenium glandulosoides Á. Löve & D. Löve
- Asplenium glandulosum subsp. bivalens D.E. Mey.
- Asplenium glandulosum Loisel.
- Asplenium petrarchae subsp. bivalens (D.E. Mey.) Lovis & Reichst.
- Asplenium petrarchae subsp. petrarchae (Guérin) DC. in Lam. & DC.
- Asplenium pilosum Guss.
- Polypodium petrarchae Guérin
- Trichomanes glandulosum Bubani[3][4]

## Nombres comunes
- Castellano: culantrillo glanduloso.[3]